# Wereldkampioenschappen klifduiken 2025
De wereldkampioenschappen klifduiken 2025 werden van 24 tot en met 27 juli gehouden in Palawan Green, op het eiland Sentosa, Singapore. Het toernooi was onderdeel van de wereldkampioenschappen zwemsporten 2025.

## Programma
| V | Voorronde | Goud | Finale |

| Onderdeel      | februari | februari | februari | februari | februari | februari | februari | februari | februari |
| Onderdeel      | 24       | 24       | 25       | 25       | 26       | 26       | 27       | 27       |          |
| -------------- | -------- | -------- | -------- | -------- | -------- | -------- | -------- | -------- | -------- |
| Klifduiken (m) |          |          |          |          |          |          | Goud     | Goud     |          |
|                |          |          |          |          |          |          |          |          |          |
| Klifduiken (v) |          |          |          |          | Goud     | Goud     |          |          |          |
| Totaal         |          |          |          |          | 1        | 1        | 1        | 1        |          |

## Medailles

### Medaillewinnaars
| Onderdeel          | Goud                                | Goud   | Zilver                 | Zilver | Brons                        | Brons  |
| ------------------ | ----------------------------------- | ------ | ---------------------- | ------ | ---------------------------- | ------ |
| Mannen (27 meter)  | James Lichtenstein Verenigde Staten | 428,90 | Carlos Gimeno Spanje   | 425,30 | Constantin Popovici Roemenië | 408,70 |
| Vrouwen (20 meter) | Rhiannan Iffland Australië          | 359,25 | Simone Leathead Canada | 314,50 | Maya Kelly Verenigde Staten  | 310,00 |

### Medaillespiegel
| Plaats | Land             | Goud | Zilver | Brons | Totaal |
| 1      | Verenigde Staten | 1    | 0      | 1     | 2      |
| 2      | Australië        | 1    | 0      | 0     | 1      |
| 3      | Canada           | 0    | 1      | 0     | 1      |
| 3      | Spanje           | 0    | 1      | 0     | 1      |
| 5      | Roemenië         | 0    | 0      | 1     | 1      |
| Totaal | Totaal           | 2    | 2      | 2     | 6      |